# Route départementale 210 (Puy-de-Dôme)
Pour les articles homonymes, voir Route départementale 210.
La route départementale 210, ou RD 210, est une route départementale du Puy-de-Dôme reliant Clermont-Ferrand à Randan.
Cette route traverse la Limagne.
La RD 210 est classée route à grande circulation entre la RD 402 et la RD 2 à Gerzat.

## Histoire
Cette route s’appelait chemin de grande communication no 10 de Varennes-sur-Allier à Montferrand.

## Tracé de la route

### Descriptif
La route commence à Clermont-Ferrand, boulevard Vincent Auriol, puis traverse l’est de la ville de Gerzat où elle est doublée avec l’autoroute A71 sur 3 kilomètres.
Elle quitte la zone urbaine, entre dans la Limagne agricole via Ennezat, Thuret.
À Randan, elle rejoint la RD 1093 menant vers Vichy, où l’on peut continuer vers la RD 59 (Saint-Sylvestre-Pragoulin, Saint-Yorre).

### Villes desservies
- À Clermont-Ferrand : Boulevard Vincent-Auriol, Boulevard Georges-Pompidou
- À Gerzat : Rond(s)-point(s) des Charmes et de Courlande
- Liaison A71/A89/E11  14 Gerzat
- Saint-Beauzire
- Chappes (contournée : accès par les RD 210D et 210E)
- Ennezat (contournée)
- Champeyroux
- Saint-Ignat
- Surat
- Thuret
- Chassenet, commune de Thuret
- Varennes de Saint-Clément
- Saint-Clément-de-Régnat
- Villeneuve-les-Cerfs
- Randan (Rue de Riom)

### Antennes
- La D 210A traverse la ville de Gerzat.
- La D 210B relie Thuret à sa gare.
- La D 210C Relie la D 210E à la D8 Dans Chappes
- La D 210D passe par Chappes.
- La D 210E passe aussi par Chappes.
- La D 210F contourne par le sud-ouest Ennezat, elle est accessible depuis le contournement d’Ennezat ou la RD 224.
- La D 210G passe par Ennezat.

### Intersections
- D 2 et D 772 à Gerzat. La RD 772 traverse les communes de Cournon-d'Auvergne, Le Cendre.
- A 71 / D 210A
- D 427A : Saint-Beauzire
- D 78 Puy Chany
- D 210F (vers D 224 Riom) et D 210G (entrée sud d’Ennezat, services routiers du département, aire de covoiturage)
- D 224 à Ennezat
- D 429
- D 51 et D 210G (entrée nord d’Ennezat)
- D 17 et D 429 au sud de Surat
- D 12 et D 211 à Thuret. La RD 211 traverse les communes de : Thuret, Sardon, Varennes-sur-Morge et le contournement est de Riom, où elle rencontre les départementales 2009, 2144 et le contournement est de Riom.
- D 107.
- D 12 (Aigueperse 7 km, Bussières-et-Pruns 3 km, Château de la Canière)
- D 91 à Saint-Clément-de-Régnat
- D 63 à Villeneuve-les-Cerfs
- D 59 et D 1093 à Randan. La RD 1093 va en direction de Maringues, Bellerive-sur-Allier et Vichy. Voir aussi : Route nationale 493.

## Tourisme et économie
- Usines Limagrain
- Domaine Royal de Randan

## Lieux sensibles
La RD 210, avec seulement 4 580 véhicules par jour en 2004, compte 4 accidents impliquant 4 tués et blessés graves au kilomètre 28 entre le 1er juillet 2000 et le 30 juin 2005.

## Trafic
- Gerzat : 14 138 véhicules par jour
- Au sud d’Ennezat : 7 745 véhicules par jour
- Au nord-est de Thuret : 4 314 véhicules par jour (pose de comptage permanent, 4,1 % de poids lourds – moyenne 2006)[4].